# Moanda
Moanda è una città del Gabon, capoluogo del dipartimento di Lemboumbi-Leyou nella provincia di Haut-Ogooué.
È un'importante città mineraria di manganese (dove opera la "Compagnie Minière de l'Ogooué" o "COMILOG" sin dal 1957), ed è la quinta città come popolazione dell'intero Gabon.
Moanda è circondata da altopiani diversi, tra cui il Bangombe, che viene sfruttato dal "COMILOG", il Monte Boudinga e il Monte Moanda.
Il clima è equatoriale.
La città è suddivisa in 3 zone. La prima area comprende il centro commerciale, e  alcuni quartieri  come Ankoula, Montagne Sainte e Fumier. Le aree seconda e la terza comprendono  quartieri più popolari come Lekolo, Leyima, L'Oasis, Alliance, e di altri distretti come Mukaba.
Il COMILOG esporta in media 3,5 milioni di tonnellate di manganese all'anno, rendendo il Gabon uno dei tre principali esportatori di manganese nel mondo.